# Perrillo
Perrillo è una frazione del Comune di Sant'Angelo a Cupolo, in provincia di Benevento.

## Geografia fisica
Si trova a circa 3 chilometri a sud dal capoluogo provinciale e si affaccia sulla Valle del Fiume Sabato, ricca di verde. Il territorio della frazione confina con quello di Benevento e con le frazioni Motta, Maccoli, Pastene e Panelli di Sant'Angelo a Cupolo. La frazione Maccoli, in particolare, forma un corpo unico con quella di Perrillo tanto da apparire un'unica località. Di fronte a Perrillo sorge la collina di Monte delle Guardie, sede del Centro "La Pace", da dove è possibile ammirare il panorama della città di Benevento, della Dormiente del Sannio e della Valle del Sabato.

## Storia
Secondo lo storico Alfonso Meomartini, l'origine del nome della località è del tutto ignota; si può supporre che abbia avuto origine da qualche famiglia locale o da elementi morfologici del territorio correlati ai termini "petra/petrillo". Sempre secondo Meomartini, Perrillo "avea il nome di castello e faceva comunità con il Casale di Sciarra dei Gaudini e con Maccoli". Il centro faceva parte dello Stato Pontificio - Delegazione di Benevento - ed era Comune autonomo, soppresso con reale decreto del 16 dicembre 1865 insieme ai Comuni autonomi di Bagnara, Pastene, Montorsi e San Marco ai Monti che furono aggregati al Comune di Sant'Angelo a Cupolo.
Il 6 giugno 1826, sotto l'arcivescovado del Cardinale Bussi, a firma del Vic. Gen. Taddeo Garzolli, con decreto della Curia Arcivescovile di Benevento, vi fu eretta la Confraternita dell'Immacolata, con sede nel "retorio" della Chiesa parrocchiale, con altare distinto.

## Monumenti e luoghi d'interesse

### Chiesa di San Matteo Apostolo
Il Santo patrono della frazione è San Matteo Apostolo ed Evangelista, a cui è dedicata la chiesa parrocchiale, edificata nel 1643 dai conti beneventani dei Roscio e benedetta dal Cardinale Vincenzo Maria Orsini il 30 agosto 1706, come riportato su una lapide marmorea custodita nell'edificio sacro. Il santo Patrono si festeggia il 21 settembre. Di pregevole fattura sono inoltre le diverse statue presenti nella chiesa: tra di esse meritano una segnalazione particolare quella settecentesca raffigurante l'Immacolata Concezione, quella del santo patrono e quella raffigurante la Madonna del Carmine, tutte e tre lignee. Molto sentita è anche la devozione a San Gerardo Maiella, Sant'Antonio da Padova, Santa Lucia, San Michele Arcangelo, la Madonna di Fatima e San Pio da Pietrelcina. Di recente nell'edificio sacro sono stati collocati due dipinti; uno raffigurante Gesù Misericordioso, così come apparso a Santa Faustina Kowalska, l'altro raffigurante il Cuore Immacolato di Maria. Le notizie e gli appuntamenti parrocchiali sono consultabili online sul sito della Parrocchia San Matteo Apostolo

### Monumento ai Caduti e alle vittime di Nasiriya
In piazza Piano, a Perrillo, è possibile visitare il monumento ai caduti in guerra con una lapide marmorea che elenca i nomi degli abitanti del luogo caduti sia nella prima che nella seconda guerra mondiale. Nel novembre del 2005 il monumento è stato arricchito di una lapide marmorea in onore delle vittime di Nāṣiriya.

## Manifestazioni

### Betlemme Anno 0
Nel periodo natalizio si svolgeva a Perrillo un suggestivo presepe vivente denominato "Betlemme Anno 0" che valorizza gli antichi mestieri artigianali ed i prodotti gastronomici locali.  Betlemme Anno 0 proponeva 55 scene con oltre 200 comparse ed offre ai visitatori la possibilità di degustare specialità del luogo preparate al momento durante un viaggio a ritroso nel tempo di oltre 2000 anni.

### Falò di Santa Lucia
Tra le tradizioni popolari tramandate di generazione in generazione continua quella dell'accensione di un falò in Piazza San Matteo, la sera del 13 dicembre, giorno di Santa Lucia, con la processione della statua della santa, benedizione del fuoco e degustazione di caldarroste e vino novello.

### Cena a base di "Farzora"
Nel periodo estivo si organizza una cena a base di "Farzora" e "Peperoni 'Mbuttunati": due specialità gastronomiche locali. La "Farzora" (o padellaccia) è una ricetta tramandata di generazione in generazione e consiste in un piatto unico che comprende carne di maiale tagliata a dadi, patate tagliate a fettine e peperoni. Tali ingredienti vengono fritti separatamente e poi amalgamati. Un piatto semplice e gustoso, legato all'allevamento dei suini un tempo molto diffuso. I "Peperoni 'Mbuttunati" invece un tempo costituivano un piatto che non poteva mancare a tavola nei giorni di festa, molti ricordano che veniva preparato sempre nel giorno della festa di San Matteo. Sono dei peperoni rossi, abbastanza grandi, ripieni con un impasto fatto di molliche di pane, uova e acciughe sotto sale (si preferiscono) e poi fritti o cotti al forno.